# ハイヒール

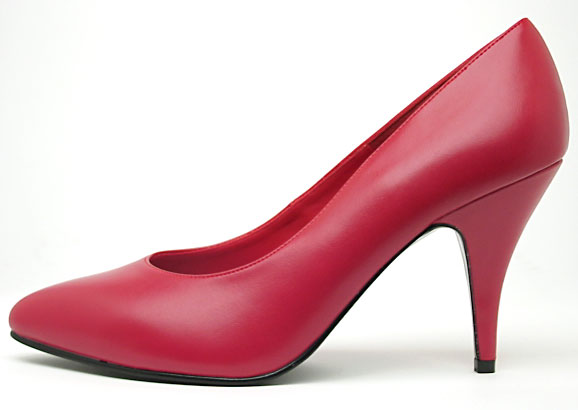
ハイヒール（婦人靴）

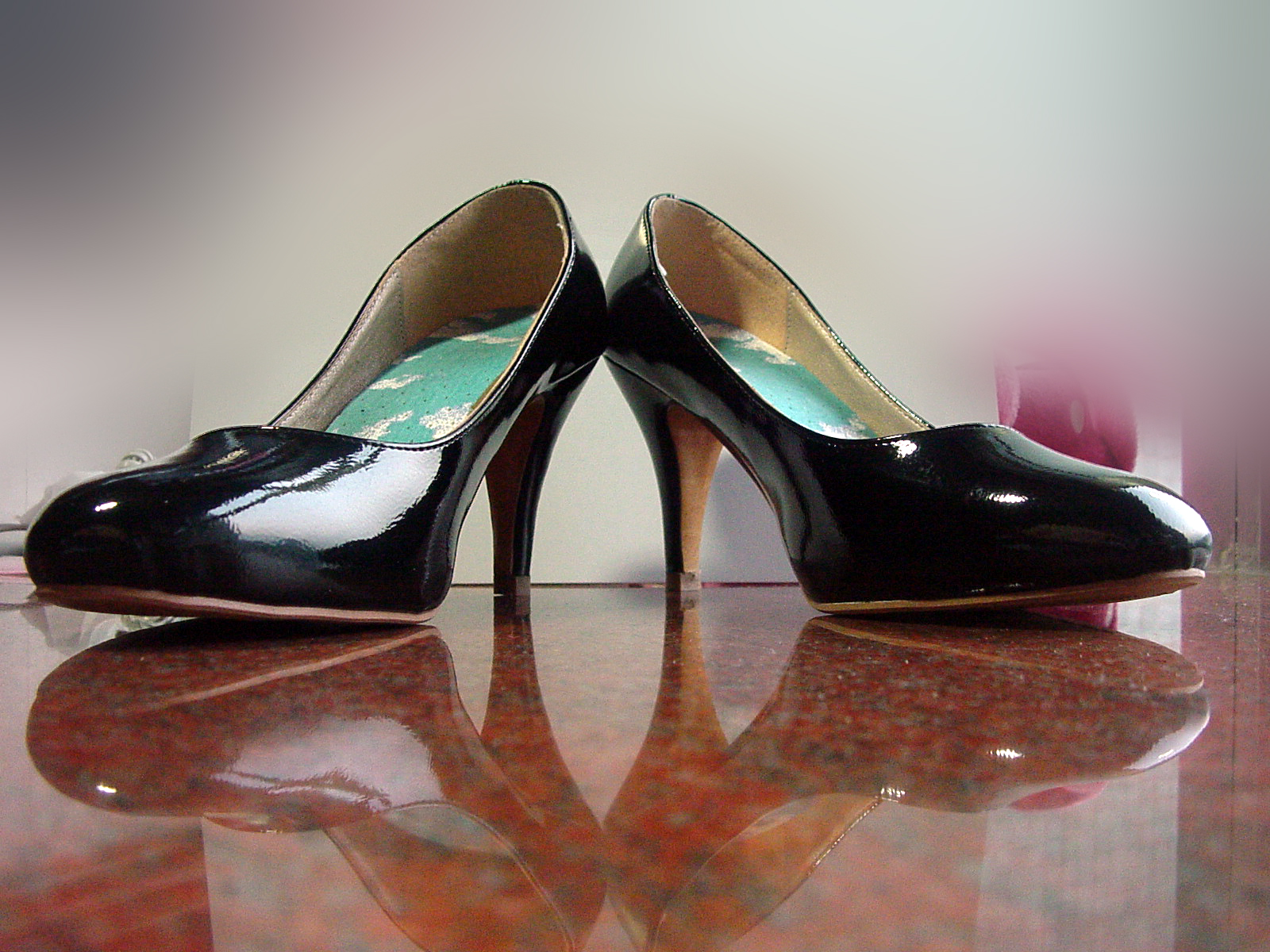
1組の爪先が丸い、黒い漆皮のハイヒールパンプス（ヒールの高さは8センチ）

ハイヒール（high heels）は、履くと踵部分が爪先よりも7cm以上持ち上げられる形状の靴のこと。「高い踵」という意味を持つ。高さが地表から3センチ以上これまでであれば「ミドルヒール」、3センチを下回るものは「ローヒール」となる。
パンプスからブーツに至るまで多くのバリエーションがある。踵の高さや太さ・爪先の形状などによっても別称が存在しており、踵が細く尖っているものはピンヒールやスティレットヒール（英: stiletto heel）、サンダルに近い形状で爪先や踵が露出するなどのものはハイヒールサンダル（英: high heel sandal、high-heeled sandals）やストラッピーハイヒールズ（英: strappy high heels）、ミュール（仏: Mule）とも呼ばれる。日本でいう厚底靴のような踵と爪先の両方が共に高いものはプラットフォームシューズ（英: platform shoes）と呼ばれる。
近年一般的にこの形態の靴はウェスタンブーツやシークレットシューズの様な紳士靴を除いて、殆どが婦人靴に限定されている。

## 歴史
現代に続くハイヒールの起源の説はいくつかあり、定説は定まっていない。
- 紀元前400年代、アテネで、背を高く見せるハイヒールが遊女間に流行した。これは男性も履いていた。
- 15世紀からイタリア、及びスペインで、チョピンというファッション用オーバーシューズが貴族の女性や高級娼婦で流行する。
- 16世紀末に欧州で現代に続くハイヒールが生まれる。

町に溢れる汚物を避けるために生まれたという説もある。
ルイ14世は背を高く見せるために愛用していたなど、前近代から近代初期にかけては男女を問わず履かれていた。しかし、ナポレオン戦争が始まり各国で国民軍が創設されると、戦場を駆け回るために男性は機能的な靴を選ぶようになったため、ハイヒールは女性の履物と見なされるようになった。

## 長短

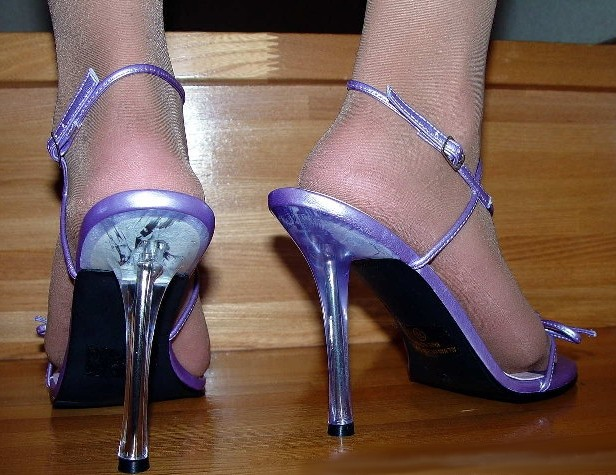
女性のハイヒール

### 利点
- 背を高く、脚を長く見せ、頭身の外見的均衡を整える（長期的には逆にスタイルを悪化させる[2]）。
- 低身長の人が立ち話をする際に、会話の相手を仰ぎ見る必要を減少させる。
- 女性の足取りを強調しファッションを引き立たせる。

### 欠点
- 自動車を運転する際、足の指先が自由に動かない為足先の感覚が鈍ってペダルの踏み込み加減がわかりにくくなる。またアキレス腱を常に緊張させている為ペダル操作がギクシャクしやすい。このためハイヒール（他に下駄やサンダルなど）を履いた状態で自動車を運転することは各都道府県の道路交通法施行細則により禁止されている場合がある（道路交通法第71条）。
- 航空機から緊急脱出スライド（すべり台）で脱出する際、ハイヒールの鋭利な踵が脱出スライドを損傷させる原因となる[3]。このため、緊急脱出の際、乗客は、ハイヒールを脱ぐ必要がある[3]。

#### 健康上の欠点

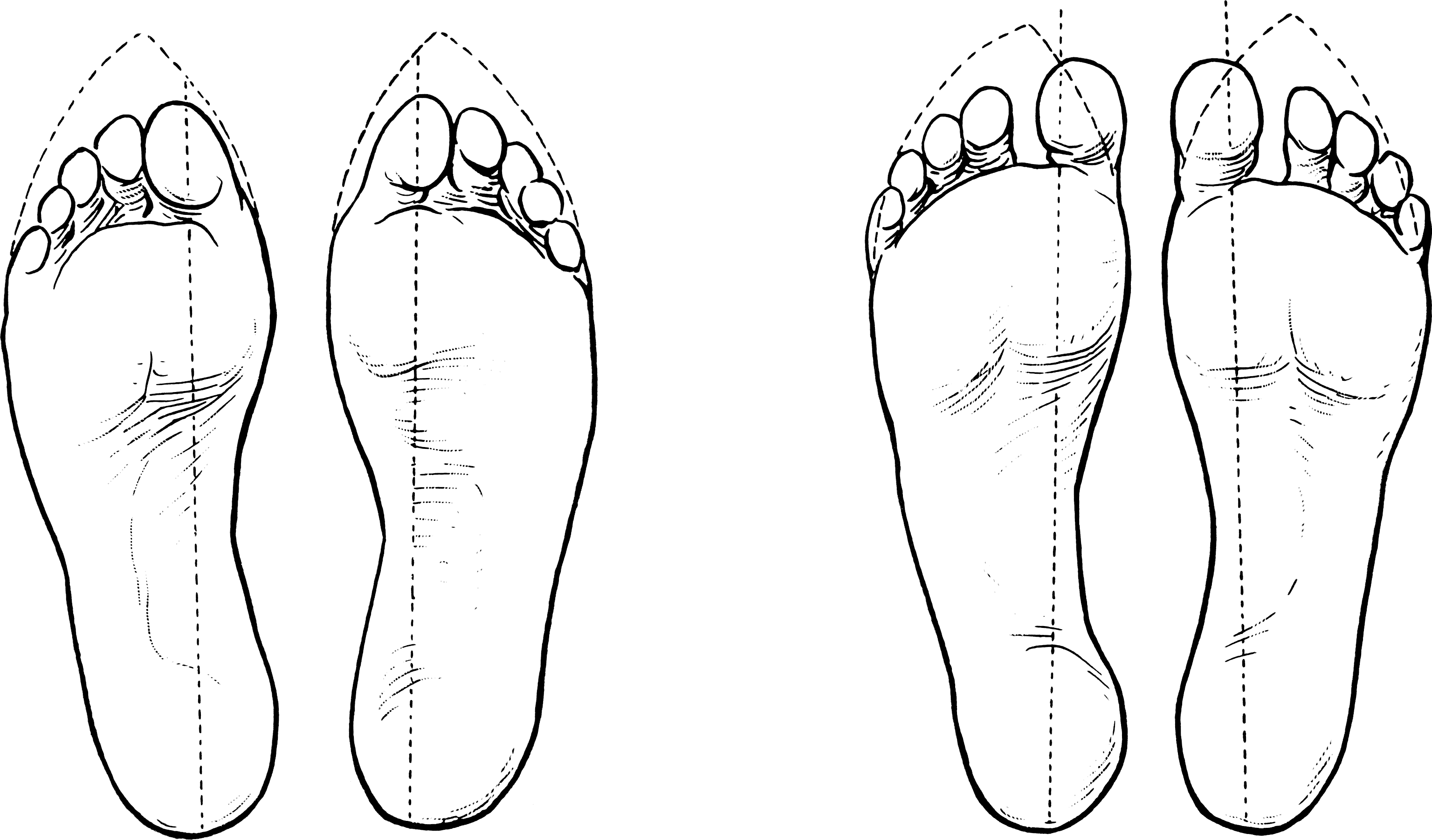
靴の形状と足先への影響

- 重心の安定が悪く快適でない。また足首の捻挫を起こしやすくなる。
- 人間は本来裸足での歩行に向いた骨格になっているため、ハイヒールを履き続けることで姿勢がゆがみ、外反母趾、浮腫、肩こり、重症となれば椎間板ヘルニア・腰痛ともなる。骨格に対して無理な緊張を強い続ける結果、骨や筋肉に負担がかかり骨盤が歪む。骨格が歪むと、冷え、浮腫、腰痛等を発症し、最悪の場合は妊娠機能低下にまで繋がる[2]。
- 骨や筋肉が歪むため、平たい尻、下腹の膨らみ、O脚といった状態にも繋がり、スタイルを悪化させる[2]。
- 高さのあるハイヒールを履く事で転倒し易くなり、体重を支える足首への衝撃や事故が増える。
- 直立、歩行時に安定性が保てないため、足に過度の負担が掛かり痛みが発生する（長時間の場合は殊更である）。その結果、履き続けると骨と腱を傷付け「外反母趾」になる場合もある（下記参照）。
- グレーチングの穴に踵が嵌まって転倒する。
- 踵を高くするデザインにより、着用者の体重が極端に爪先方向へ移動し押されがちである。
  - 靴先のデザインが爪先で絞られていると足指の自由がなく結果指の付け根で歩く事になる。長期間の着用は筋力のバランスと指間の靱帯を弛緩させ、足の骨格を歪ませてしまう（例：ヴィクトリア・ベッカムはハイヒールの履き過ぎで足の骨格が変形し、歩行が困難になり、その回復には患部の切開を伴う手術を要した）。
- ハイヒールの靴は踵を持ち上げる構造の為、常にアキレス腱を緊張させる。
- ハイヒールを履く事による着用者の足裏の不具合は、特に魚の目と水疱の形で現れる事がある。これは、体重がこの部分に集中し、足骨と地面とで挟まれる為である。

## 社会的な受容
ハイヒールについて強い愛好・憎悪を持つ者もいる。例えばフィリピンのイメルダ・マルコスや、ルーマニアのエレナ・チャウシェスクはハイヒールの膨大な蒐集で有名だった。

## 娯楽・創作物での受容

### 言葉
- 「ハイヒールというのは、おでこにキスされた女性が発明したもの」 クリストファー・モーレー（アメリカの作家）

### 映画
- 1991年『ハイヒール』Tacones Lejanos（スペイン）
- 2002年『自転車とハイヒール』（日本）

### 音楽
- 太田裕美『赤いハイヒール』（1976.6.1）

### テレビドラマ
- 「遺留捜査」第4シーズン第8話『折れたヒールを履いた悪魔』（2017.9.7） - 「ハイヒールを履くと後ろに戻れない」という女社長の台詞など、前向きで成功する女性の象徴として語られる。

### 漫画
- 大和和紀『ハイヒールCOP』（「講談社コミックスKiss」全5巻）
- 雨宮淳『ヴィーナスの靴』

### 評論・エッセイ
- 北原童夢『欲望するハイヒール』「長靴とハイヒール」

### 建築作品

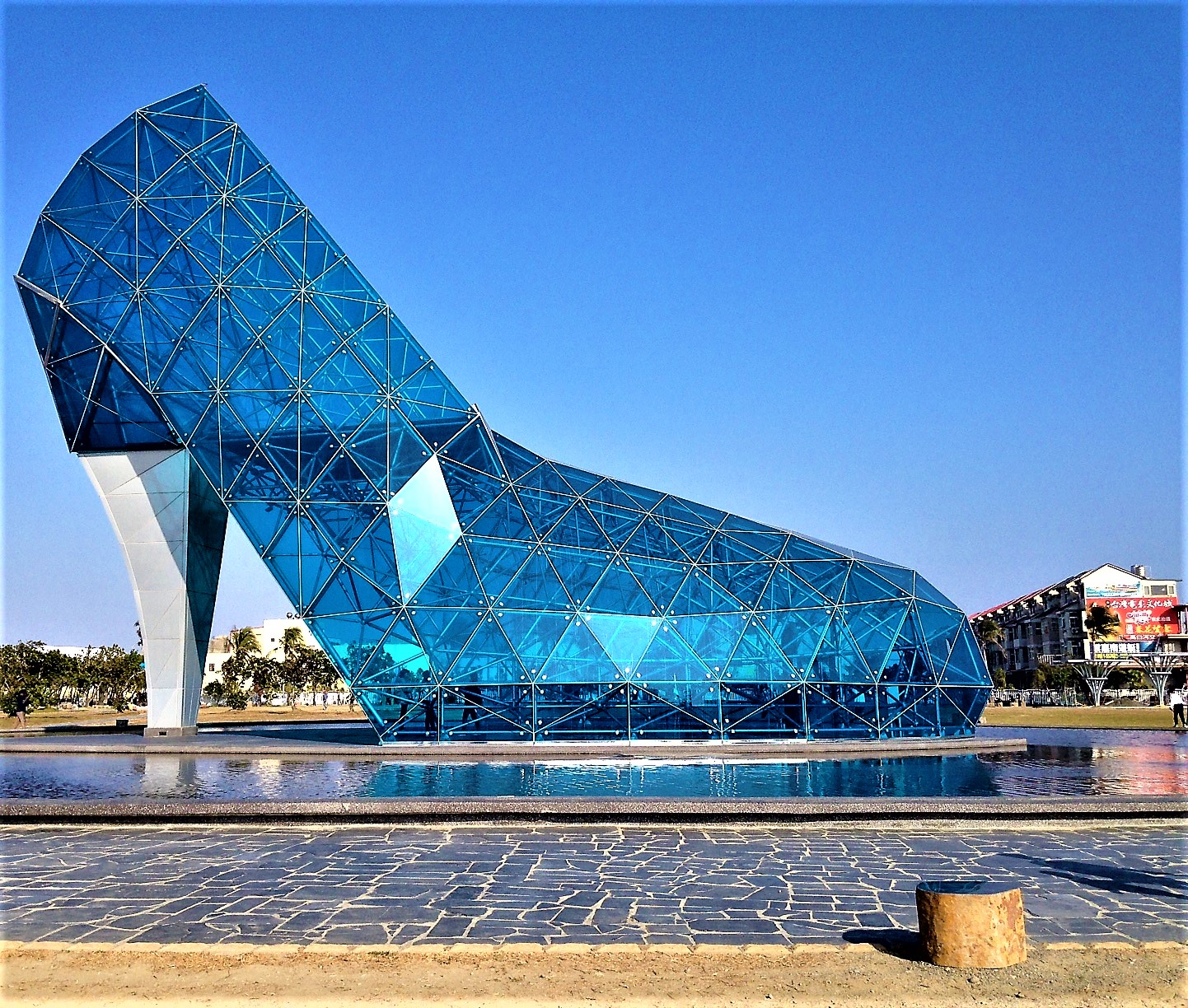
高跟鞋教堂

- 高跟鞋教堂 (en:High-Heel Wedding Church) - 中華民国・嘉義市布袋港にあるハイヒール型の建物[4]。